# Октябрське (Флорештський район)
Октябрське (рум. Octeabriscoe) — село у Флорештському районі Молдови. Входить до складу комуни, адміністративним центром якої є село Вескеуць.

## Населення
За даними перепису населення 2004 року у селі проживали 207 осіб.
Національний склад населення села:
| Національність | Кількість осіб | Відсоток |
| -------------- | -------------- | -------- |
| молдавани      | 106            | 51,2%    |
| українці       | 94             | 45,4%    |
| росіяни        | 6              | 2,9%     |
| поляки         | 1              | 0,5%     |
| Всього         | 207            | 100%     |